# اختزال موضوعي منظم

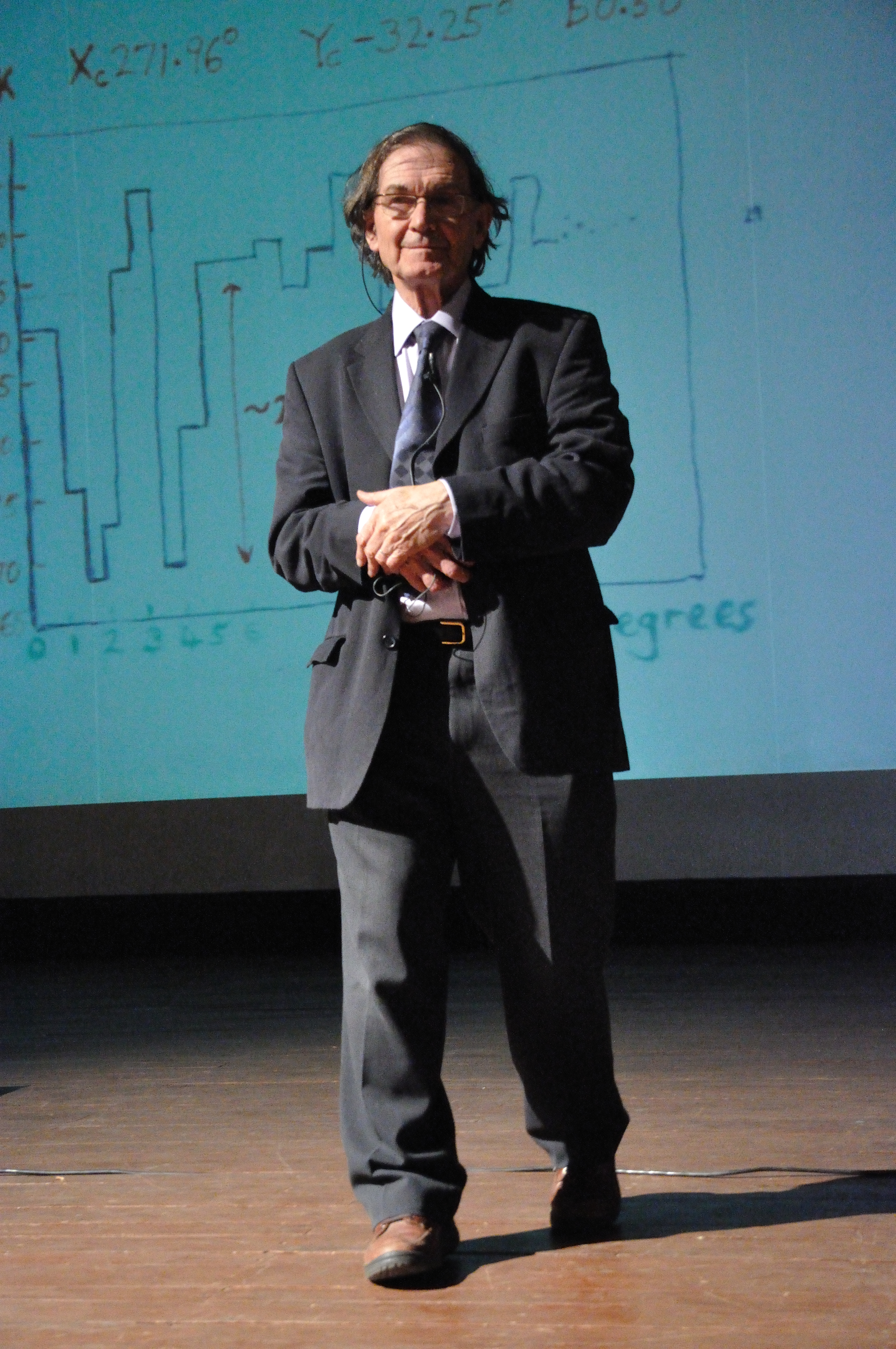
مؤسسو النظرية: روجر بنروز وستيوارت هامروف على التوالي

الاختزال الموضوعي المنظم (أورك أو آر) هو فرضية مثيرة للجدل مفادها أن الوعي ناشئ على المستوى الكمي داخل العصبونات، بدلًا من وجهة النظر التقليدية القائلة إنه نتاج الاتصالات بين العصبونات. تمثل هذه الآلية عملية كمية تُدعى الاختزال الموضوعي، وتُنظم بواسطة بنى خلوية تُدعى الأنيبيبات الدقيقة. تقترح هذه النظرية امتلاكها القدرة على تفسير معضلة الوعي، إلى جانب توفيرها آلية حرية الإرادة. طرح روجر بنروز، الحاصل على نوبل في الفيزياء، بالتعاون مع ستيوارت هاميروف، طبيب التخدير وعالم النفس، هذه الفرضية للمرة الأولى في أوائل تسعينيات القرن العشرين. جمعت الفرضية العديد من النهج المستمدة من علم الأحياء، والعلوم العصبية، وعلم الأدوية، والفلسفة، ونظرية المعلومات الكمومية والجاذبية الكمية.
بينما تصر النظريات السائدة على نشوء الوعي كنتيجة لتزايد تعقيد عمليات الحوسبة التي تؤديها القشرة المخية، ينشأ الوعي وفق افتراض «أورك أو آر» من المعالجة الكمية غير القابلة للحساب التي تؤديها البتات الكمومية المتشكلة في مجموعات على الأنيبيبات الدقيقة الخلوية، إذ تنتشر هذه العملية بشكل كبير في العصبونات. تعتمد البتات الكمومية على ثنائيات الأقطاب المتذبذبة التي تشكل حلقات رنين متراكبة في مسارات لولبية عبر شبكيات الأنيبيبات الدقيقة. تتخذ التذبذبات إحدى الحالتين، كهربائية ناتجة عن فصل الشحنة عن قوى تشتت لندن، أو مغناطيسية ناتجة عن اللف الإلكتروني – وربما عن اللف النووي (الذي يبقى معزولًا لفترات أطول) الناشئ في كل من نطاقات التردد غيغاهرتز، وميغاهرتز وكيلوهرتز. يشير التنظيم «أورك» إلى العملية الافتراضية المستخدمة من قبل البروتينات الرابطة، مثل البروتينات المرتبطة بالأنيبيب الدقيق (إم إيه بّي إس)، في التأثير على اختزال حالة البتات الكمومية أو تنظيمه بواسطة تعديل فصل الزمكان من حالاتها المتراكبة. يعتمد هذا الأخير على نظرية الانهيار الموضوعي لبنروز في تفسير ميكانيكا الكم، إذ تفترض النظرية وجود عتبة موضوعية متحكمة في انهيار الحالات الكمية، فيما يتعلق باختلاف انحناء الزمكان لدى هذه الحالات في بنية الكون دقيقة القياس.
واجه الاختزال الموضوعي المنظم منذ ظهوره العديد من الانتقادات من قبل علماء الرياضيات، والفلاسفة والعلماء. ركز النقد على ثلاث مسائل: تفسير بنروز لمبرهنات غودل؛ والاحتمال الاستدلالي لبنروز الذي استخدمه في ربط عدم قابلية الحساب بالأحداث الكمية؛ وعدم تلاؤم الدماغ مع استضافة الظواهر الكمية المتطلبة في النظرية، نظرًا إلى اعتبار الدماغ «دافئًا، ورطبًا وكثير التشويش» ما من شأنه تجنب إزالة الترابط.

## أورك أو آر
وضع بنروز ما يمكن اعتباره سلف «أورك أو آر» في كتابه عقل الإمبراطور الجديد، إذ طرح المشكلة من وجهة نظر رياضية وفق مبرهنات غودل على وجه التحديد، لكنه افتقر إلى الاقتراح المفصل الذي من شأنه تفسير كيفية تطبيق العمليات الكمية على الدماغ. عمل ستيوارت هاميروف بشكل منفصل في أبحاث السرطان والتخدير، ما زاد اهتمامه في عمليات الدماغ. قرأ هاميروف كتاب بنروز واقترح عليه وجود دور للأنيبيبات الدقيقة داخل العصبونات كمواقع مرشحة ملائمة للعمليات الكمية، من ثم الوعي. خلال تسعينيات القرن العشرين، تعاون الاثنان في وضع نظرية «أورك أو آر»، التي نشرها بنروز في كتابه ظلال العقل (1994).
جاءت مساهمة هاميروف في النظرية من دراسته الهيكل الخلوي، على وجه التحديد الأنيبيبات الدقيقة. مع تقدم العلوم العصبية، ارتفعت أهمية دور الهيكل الخلوي والأنيبيبات الدقيقة. بالإضافة إلى توفير الدعم البنيوي، تشمل وظائف الأنيبيبات الدقيقة كلًا من النقل المحواري والتحكم في حركة الخلية ونموها وشكلها.
تجمع نظرية «أورك أو آر» حجة بنروز-لوكاس مع فرضية هاميروف حول المعالجة الكمية في الأنيبيبات الدقيقة. تقترح النظرية تأثير انهيار متكثفات الدماغ، عند خضوعها إلى اختزال دالة الموجة الموضوعية، على عملية صنع القرار غير المحوسبة وربطها مع التجارب المضمنة في هندسة الزمكان الأساسية. تقترح النظرية أيضًا تأثير الأنيبيبات الدقيقة على النشاط التقليدي في المشابك بين العصبونات وتأثرها به على حد سواء.

### حوسبة الأنيبيبات الدقيقة
اقترح هاميروف الأنيبيبات الدقيقة كمرشح متلائم مع المعالجة الكمية. تتألف الأنيبيبات الدقيقة من الوحدات الفرعية لبروتين التيوبولين. تمتلك دايمرات بروتين التيوبولين الخاصة بالأنيبيبات الدقيقة جيوبًا كارهة للماء حاوية على إلكترونات π غير المتموضعة. يحتوي التيوبولين على مناطق غير قطبية أخرى أصغر، على سبيل المثال 8 تريبتوفان لكل تيوبولين، تحتوي هذه المناطق بدورها على حلقات الإندول الغنية بإلكترونات π الموزعة في أنحاء التيوبولين مع فواصل بمسافة 2 نانو متر تقريبًا. يزعم هاميروف بأن هذا التقارب كاف لحدوث التشابك الكمي في إلكترونات π للتيوبولين. خلال التشابك، تترابط حالات الجسيمات بشكل غير قابل للفصل.
اقترح هاميروف في البداية تشكيل إلكترونات الوحدات الفرعية للتيوبولين تكاثف بوز أينشتاين في مجلة علم الكون الداعمة للعلم الهامشي. اقترح فيما بعد تكاثف فروليتش، الذي يُعد تذبذبًا مترابطًا افتراضيًا للجزيئات ثنائية القطب. مع ذلك، قوبل اقتراحه بالرفض مرة أخرى من مجموعة رايمرز. رد هاميروف على رايمرز مصرحًا «لم يثبت رايمرز وآخرون على الإطلاق تعذر حدوث تكاثف فروليتش المترابط والقوي في الأنيبيبات الدقيقة. لا يعود نموذج الأنيبيبات الدقيقة الذي اعتمدوا عليه في نموذجهم الهاميلتوني إلى بنية الأنيبيبات الدقيقة، بل يُعد سلسلة خطية بسيطة من المذبذبات». جادل هاميروف بتأثير هذا السلوك التكاثفي على التأثيرات الكمية النانوية وتضخيمها ما يزيد من آثارها واسعة النطاق على الدماغ.
اقترح هاميروف في وقت لاحق إمكانية ربط المتكثفات في الأنيبيبات الدقيقة للعصبون الواحد مع متكثفات الأنيبيبات الدقيقة في العصبونات الأخرى والخلايا الدبقية عن طريق الموصلات الفجوية للمشابك الكهربائية. ارتأى هاميروف أن الفجوة بين الخلايا صغيرة لتشكيل نفق كمي عبرها، ما يسمح للأجسام الكمية بالتمدد عبر مساحة كبيرة من الدماغ. افترض أيضًا تشكيل النشاط الكمي واسع النقاط هذا مصدر موجات غاما ذات تردد 40 هرتز، بالاعتماد على النظرية الأقل جدلية القائلة إن الموصلات الفجوية مرتبطة بتذبذبات غاما.

## الانتقادات
تعرضت «أورك أو آر» لانتقادات الفيزيائيين وعلماء الأعصاب على حد سواء، الذين اعتبروها نموذجًا ضعيفًا لفيزيولوجيا الدماغ. انتُقدت «أورك أو آر» لافتقارها القوة التفسيرية؛ كتبت الفيلسوفة باتريسيا تشيرتشلاند، «يمتلك غبار الجنيات في المشابك نفس القوة التفسيرية الداعمة للترابط الكمي في الأنيبيبات الدقيقة».

### إزالة الترابط في الكائنات الحية
في عام 2000، زعم ماكس تغمارك حدوث انهيار الدالة الموجية الفعال في أي نظام مترابط كمي في الدماغ بسبب التفاعل البيئي قبل وقت طويل من قدرته على التأثير في العمليات العصبية (عُرف هذا لاحقًا بحجة «دافئ، ورطب وكثير التشويش»). حدد تغمارك نطاق الترابط الزمني لتشابك الأنيبيبات الدقيقة في درجات حرارة الدماغ في حدود الفمتوثانية، إذ يُعتبر ذلك زمنًا قصيرًا للغاية بالنسبة للمعالجة العصبية. وافق كريستوف كوخ وكلاوس هيب بدورهما على عدم وجود دور للترابط الكمي، وعدم الحاجة إلى وجود هذا الدور، في أي حدث رئيسي من الفيزيولوجيا العصبية. خلص كوخ وهيب إلى أن «الوصف التجريبي للبتات الكمية المترابطة ببطء والقابلة للتحكم في العصبونات المتصلة عبر المشابك الكيميائية والكهربائية، أو اكتشاف الخوارزمية الكمية الفعالة لعمليات الحوسبة التي يؤديها الدماغ، من شأنه نقل هذه التخمينات من «بعيدة جدًا» إلى «غير محتملة على الإطلاق».
ردًا على ادعاءات تغمارك، زعم كل من هاغان، وتوزينسكي وهاميروف عدم معالجة تغمارك لنموذج «أورك أو آر»، بل نموذجًا من بنائه الخاص. شمل ذلك تراكبات من الكمات بفواصل 24 نانومتر بدلًا من الفواصل الأصغر للغاية المحددة في «أورك أو آر». نتيجة لذلك، زعمت مجموعة هاميروف أن زمن إزالة الترابط أطول بسبع مرات من زمن تغمارك، على الرغم من بقائه دون 25 ملي ثانية. اقترحت مجموعة هاميروف أيضًا إمكانية حجب التقلبات الحرارية نتيجة طبقة ديباي من الأيونات المقابلة، إلى جانب تحسين ترتيب الماء عبر هلام الأكتين المحيط، ما يؤدي إلى مزيد من الحجب. اقترحوا أيضًا قدرة الطاقة الأيضية غير المترابطة على تحسين ترتيب الماء، وفي النهاية تلاؤم شبكية الأنيبيبات الدقيقة مع تصحيح الخطأ الكمومي، كوسيلة لمقاومة إزالة الترابط الكمي.
في عام 2009، نشر رايمرز وآخرون ومكيميش وآخرون تققيمات نقدية. نظرًا إلى تطلب الإصدارات الأولى من النظرية تشكيل إلكترونات التيوبولين تكاثف بوز أينشتاين أو تكاثف فروليتش، أشارت مجموعة رايمرز إلى افتقار الدليل التجريبي على إمكانية حدوث ذلك. بالإضافة إلى ذلك، استنتجوا انعدام قدرة الأنيبيبات الدقيقة على دعم الترابط الذي يزيد عن 8 ميغاهرتز (أي الترابط الضعيف). جادل مكيميش وآخرون بتعذر قدرة الجزيئات العطرية على تبديل الحالات نظرًا إلى اعتبارها غير متموضعة؛ وأن تغيرات تشكيل بروتين التيوبولين المحفزة بواسطة تحول «جي تي بّي» بحاجة إلى متطلبات طاقة هائلة غير ممكنة.